# Roger Vailland
Roger Vailland (Oise, Francia, 16 de octubre de 1907-Meillonas, Francia, 1965) fue un novelista, ensayista y guionista de cine francés.

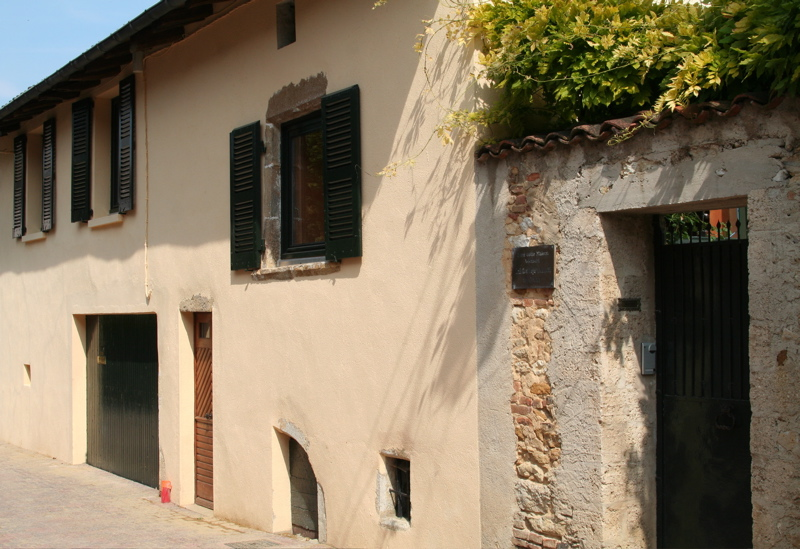
Meillonas - Ain

## Biografía
El padre abrió una oficina de agrimensor en un pequeño pueblo de Oise, Acy-en-Multien, donde nació Roger en 1907. En 1910, la familia se mudó al número 18 de la rue Flatters en París, donde nació su hermana Geneviève.
En 1919, terminada la guerra, el padre fue desmovilizado y la familia se fue a vivir a Reims, nuevamente por motivos profesionales: Reims estaba en plena reconstrucción. Su padre le transmitió el amor por la geometría, la naturaleza y la lectura: Plutarco, Shakespeare, Las mil y una noches. 
Con amigos del instituto, en particular René Daumal y Roger Gilbert-Lecomte, formó el grupo "Phrères simplistes"—Nathaniel, Rog Jarl, Phère François, se llamaban entre ellos—; buscaban a través de las drogas y el alcohol la perturbación de todos los sentidos.
La amistad de un profesor de filosofía de Reims, René Maublanc, le permitió publicar su primer poema en "Le Pampre", revista literaria regional.
En 1925 la familia se trasladó a Montmorency. Roger fue al Liceo Louis-le-Grand, en París, en la clase de preparación para estudios de letras. Dos años más tarde, se quedó con su abuela en la calle Pétrarque, suponiendo que, facilitaría su preparación para una licenciatura de letras en la Sorbona. Estando en el corazón de la vida parisina, muy pronto abandonó sus estudios. 
El año 1928 fue efímero cofundador de la revista experimental "El gran Juego", grupo de vanguardia próximo al surrealismo.

## En París
Gracias a los consejos y apoyo de Robert Desnos, Pierre Lazareff lo contrató ese año, a la edad de veintiún años, como periodista de Paris-Midi (una edición de Paris-Soir) y se mudó a un hotel en la rue Bréa.
Además de Robert Desnos, se codeó con todo el París literario: Jean Cocteau, André Gide, Jacques Prévert, Marcel Duhamel, Michel Leiris, Raymond Queneau, Benjamin Péret, James Joyce y los "papas" del surrealismo Louis Aragon y André Breton. 
Como reportero del diario Paris-Soir, Roger Vailland viajó por varios países, viajes de los que hará un recuento detallado. Publicó dos folletines por entregas en 1932-33, "Leïla" y "La Visirova".
En diciembre de 1934, vivió en un apartamento en el número 38 de la rue de l'Université, que ocupó con Andrée Blavette, su futura esposa; alternando con la "mansión Blavette", (villa Léandre) en Montmartre, que será uno de sus lugares de residencia hasta la guerra. (Se separará de Andrée a principios de 1947). 
Dandi  y libertino, continuó su trabajo como periodista hasta la Segunda Guerra Mundial y frecuentó los círculos literarios. Retirado en Lyon tras la derrota de 1940, se alistó en 1942, tras un tratamiento de desintoxicación de drogas, en la Resistencia junto a los gaullistas y luego con los comunistas, y escribió sus primeras novelas. 
Buscado por la Gestapo, y deseando retirarse en paz para escribir sus novelas, se mudó en junio de 1942, por consejo de un amigo, a Château Mignon, un poco alejado de Chavannes-sur-Reyssouze, cerca de Bourg-en-Bresse. Al finalizar la guerra, retomó su trabajo como reportero-periodista y fue corresponsal de guerra de varios diarios. Publicó "El juego divertido" que se considera una de las mejores novelas sobre la Resistencia antifascista. que, apareció en Liberation y recibió el premio Interallié en 1945. Vailland escribió en él la vida cotidiana de una red de luchadores de la resistencia, incluido su protagonista Marat, dividido entre sus convicciones políticas y su alma seductora.

## Postguerra
Después de la guerra, se mudó a Ain en Meillonnas y se unió al Partido Comunista Francés durante unos años para luego abandonarlo en 1956. Escribió a partir de entonces una serie de novelas comprometidas: "Les Mauvais Coups" en 1948 (la historia de una pareja derrotada, "Bon pied bon oeil" en 1950 (descubrimiento de la militancia), "Beau Masque" en 1954 (sobre el tema de la fraternidad sindical y la lucha contra la alienación), "325.000 francos" en 1955 (el callejón sin salida de la ascensión individual) y "La Ley" (premio Goncourt en 1957), (sobre los juegos de poder y verdad en la región des Pouilles), en Italia. También trabajó como guionista con Roger Vadim o René Clément.
Había soñado durante mucho tiempo con escribir una gran novela sin conseguirlo, luego, hasta el final de su vida, escribió nueve, con periodos de producción, periodos de cuestionamiento... y un método eficaz: un diagrama colgado en la pared indicaba los días de escritura en abscisas y el número de páginas escritas en ordenadas Continuó su actividad como periodista pero solo escribía para periódicos progresistas: con Pierre Courtade, Claude Roy, Pierre Hervé y Jacques-Francis Rolland, participó en la gran aventura del periódico Action y también colaboró con Liberation o La La Tribune des Nations. (Semanario francés dirigido por Jean de Rovéra de 1898-1932).
Toda su vida, Roger Vailland rechazó las limitaciones y buscó, con elegante desenfado, conocer la felicidad: una práctica hedonista que lo marginó.
Gran reportero, buen novelista, comunista que viajaba en un Jaguar al final de su vida. Drogadicto,  resistente, alcohólico, amante de la bicicleta y la montaña, asceta, ex surrealista, libertino; Roger Vailland empezó temprano con la "perturbación de todos los sentidos" buscada por su maestro Arthur Rimbaud.
Tras un viaje al Lejano Oriente, se trasladó en la primavera de 1951 con Élisabeth Naldi (a la que conoció a finales de 1949), a La Grange aux Loups (llamada La Grange aux Vents en sus libros), una austera casita en Les Allymes, una aldea a seis kilómetros de Ambérieu-en-Bugey.  Viviendo con sencillez en la casa de campo de André Ulmann y Suzanne Tenand, lejos de los intelectuales de izquierda parisinos, descubrió la vida de trabajadores y campesinos. Allí Élisabeth y Roger vivieron con cierta austeridad los años más felices de sus vidas.
En 1954, Roger y Élisabeth se casaron y en otoño se instalaron en una hermosa casa en Meillonnas, un pueblo entre Bresse y Revermont, a doce kilómetros de Bourg-en-Bresse. Élisabeth Vailland será también su musa, la que velará por su memoria, la que lo protegerá y lo llevará a Italia, a Puglia y luego a la Isla Reunión, en sus períodos de profunda crisis, cuando necesitaba encontrar serenidad.
Murió a la edad de cincuenta y siete años, el 12 de mayo de 1965, de cáncer de pulmón, en la localidad francesa de Meillonas, donde está enterrado.
La mayor parte de sus obras póstumas han sido publicadas por, René Ballet, Élisabeth Vailland y la asociación de amigos de Roger Vailland

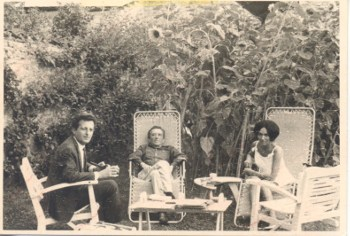
René y Simone Ballet en compañía de Roger Vailland

## Obras
Su obra incluye nueve novelas, ensayos, obras de teatro, guiones cinematográficos, diarios de viaje, poemas, un diario y numerosos artículos periodísticos escritos a lo largo de su vida.
Jean-Pierre Védrines definió su escritura de la siguiente manera: “La novela de Vailland es mucho más que un músculo, es un engranaje”.

### Novelas
- El juego divertido (1945)
- Les mauvais coups (1948)
- Un jeune homme seul (1951)
- 325 000 francs (1955)
- La ley (1957), ganadora del Premio Goncourt.
- Bon pied, bon œil, Corrêa, Paris, 1950, 240 p.
- Beau masque, Gallimard, Paris, 1954, 335 p
- La Fête, Gallimard, Paris, 1960, 287 p.
- La Trucha, Gallimard, Paris, 1964, 253 p. Versión cinematográfica de Joseph Losey.[22]

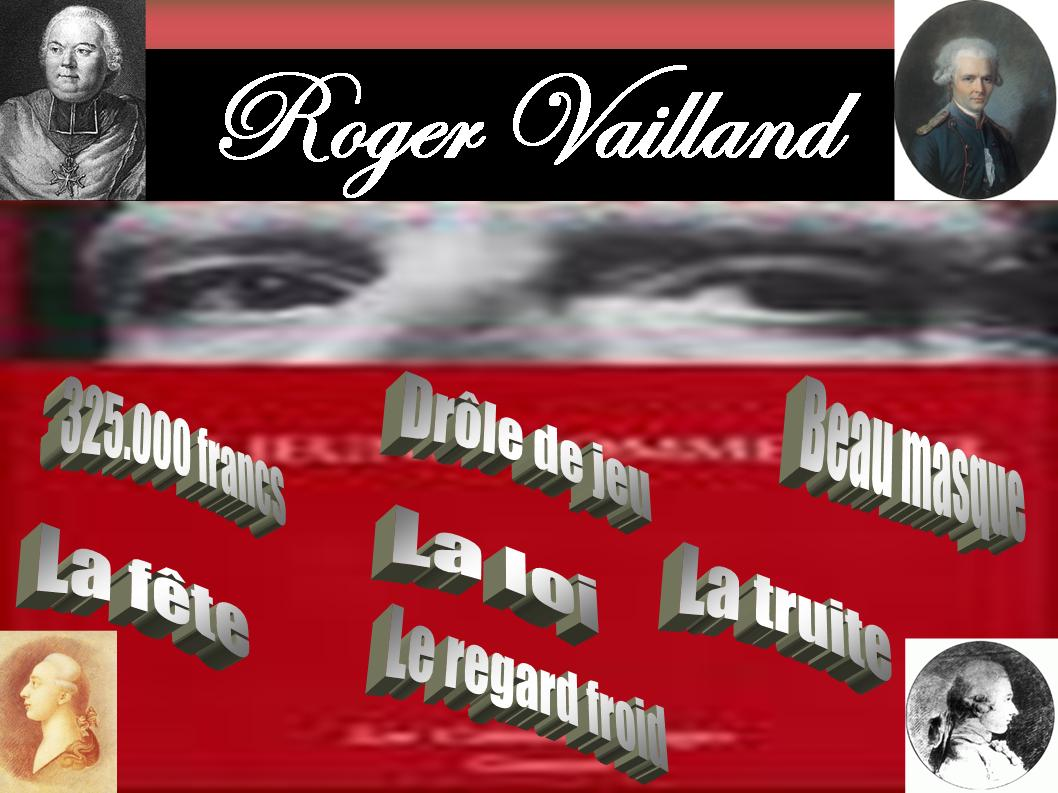
Novelas de Roger Vailland

### Guiones para cine
- Las relaciones peligrosas (con Claude Brûlé y Roger Vadim, 1959)[23]

- El vicio y la virtud (con Roger Vadim, 1962).

### Teatro
- Héloïse y Abélard, Premio Ibsen, obra en tres actos, Corrêa, 1947
- El coronel Foster se declarará culpable, obra de teatro en cinco actos, Editores franceses unidos, París, 1952. Reimpreso por Grasset en 1973, 153   p. con prólogo de René Ballet
- Monsieur Jean, obra en tres actos, Gallimard, París, 1959
- Batallas por la humanidad, texto dramático, Editions de l'Humanité, 1954. Convocatoria de Jenny Merveille, radioteatro, 1948, France-Illustration littéraire et théâtrale, nº 23 del 15/11/1948, incluido en los Escritos íntimos.
- La batalla de Denain, obra inacabada

### Textos diversos
- Fulgur, novela colectiva por entregas en la que participó Roger Vailland, publicada en 1927 en L'Yonne republicaine, reeditada por Julliard, 1992, 370 pág.
- A favor y en contra del existencialismo, debate publicado por Éditions Atlas con Jean-Bertrand Pontalis, Julien Benda, Jean Pouillon, Emmanuel Mounier, Francis Jeanson, Roger Vailland, 1948

### Ensayos
- Algunas reflexiones sobre la singularidad de ser francés, Jacques Haumont, 1946
- Boceto para un retrato del verdadero libertino, Jacques Haumont, 1946
- Le  Surréalisme contre la Révolution, Éditions Sociales, 1948. Reeditado por Éditions Complexe, Bruselas, 1988, y por Delga, París, 2007
- Experiencia del drama, Corrêa, 1953. Reeditado por Éditions du Rocher, Mónaco, 2002 Laclos solo, Seuil, París, 1953 - caña.
- Relaciones peligrosas, Grasset, coll. “Los cuadernos rojos”, París, 2015
- Elogio del cardenal de Bernis, Fasquelle, París, 1956.
- Las páginas inmortales de Suetone, Buchet-Chastel, 1962. Reeditado por Éditions du Rocher, Mónaco, 2002
- The Cold Look: reflexiones, bocetos, libelos, 1945-1962, Grasset, París, 1963, reeditado en 1998, colección de textos inéditos o ya publicados, reeditado por Grasset-Fasquelle en 2007

### Cuentos
- Un hombre del pueblo durante la Revolución, (la vida de Jean-Baptiste Drouet, coescrita con Raymond Manevy), folletín en Le Peuple, 1937. Corrêa, 1947. Gallimard, 1979.
- Suecia 1940, París, Le Sagittaire, 1940, 95 p.

Roger Vailland, corresponsal de guerra: 1944-45:
- La última batalla del ejército de De Lattre, París, Editions du Chêne, 1945
- La Batalla de Alsacia, París, Jacques Haumont, 1945
- Leopoldo III ante la conciencia belga, París, Éditions du Chêne, 1945
- "Héroe de novela", texto de una conferencia de 1952, publicado en L'Humanité el 19 de noviembre de 1984

### Artículos
- «El amor se reinventa», Revista La Nef, 1950
- «Bosquejo de una descripción crítica», Les Temps modernes no 142, diciembre de 1957
- «El Emigrante», dans Mazarin, obra colectiva, p. 226–255, SEPE 1959, Hachette, 1963
- Entrevista a Roger Vailland, Los escritores en persona, Julliard, 1960
- «Coulentianos»[24] Revista el Arco n.º 18, sobre textos de Albert Camus, Bernard Pingaud, Pierre Jean Jouve 1962.
- Revista literaria Le Croquant, artículos de Roger Vailland en 1987, 1988 et 1995
- «Nuevas reflexiones sobre el cine», Cahiers Roger Vailland nº 7, dossier: Roger Vailland et l’image, junio de 1997
- «La búsqueda de la felicidad es el motor de las revoluciones», Action, juin 1948, repris dans Le Magazine littéraire, décembre 1991
- «Antes de las 24 horas de Le Mans», Paris, Fayard, 1962
- «Leila o las ingenuas voraces», serie de reportajes sobre de su viaje a Turquía, 1932

### Prólogos
- Las relaciones peligrosas, Choderlos de Laclos, prólogo de Roger Vailland, Paris, Club du Libro del Mes, 1955
- Les Memorias  de Casanova, prólogo de Roger Vailland, Paris, Club del Libro del Mes, 1957
- Tablas de costumbres en las diferentes edades de la vida, Crébillon fils, prólogo de Roger Vailland, Paris, Cercle du Livre précieux, 1959, réédition Jean-Claude Lattès, 1980
- Las Pléiades, de Gobineau, prólogo de Roger Vailland, Paris, libro de bolsillo, 1960
- Sobre Manon Lescaut, prefacio de Roger Vailland, Éditions Lucien Mazenod, 1967

### Obras y ediciones póstumas
- Escritos íntimos, Gallimard, Paris, 839 p, 1968
- Entrevistas, Roger Vailland, conjunto de testimonios y de artículos sobre Roger Vailland, contiene también escritos inéditos del novelista, Subervie, 1970
- Cartas a su familia, prólogo y notas de Max Chaleil, Gallimard, Paris, 315 p, 1972
- Roger Vailland, recueil rassemblant Drôle de jeu, Un joven solo, Beau masque, 325 000 francs et La fête, Livre club Diderot, "collection filigrane", 1974, 1104 p.1g
- El santo Imperio, Ediciones de la Différence, collection Paroles, Paris, 1978.

### Escritos periodísticos
- Crónica de los años locos después de la Liberación 1928-1945, prólogo de René Ballet, Éditions sociales, Paris, 1984, 504 p, reditado por Buchet-Chastel en 2003
- Crónica de Hiroshima en Goldfinger: 1945-1965, prólogo de René Ballet, Éditions sociales, Paris, 526 p, 1984
- La Visirova, folletín de 1933, prólogo de René Ballet, Paris Messidor, 199 p, 1986
- La Epopeya de Martin-Siemens, prólogo de René Ballet, Montreuil, CCAS, 1991
- Cortés, el conquistador de El dorado, folletín de 1941, Paris Messidor, 215 p, 1992
- No amar lo que no tiene precio, Éditions du Rocher, 1995
- Los Hombres desnudos, novela escrita en 1924-25, Éditions Du Rocher
- Tres novelas, Bernard Grasset, 1989, (contiene: Los Malos golpes, Buen pie buen ojo y Un joven solo.